# 沃特街55号
40°42′12″N 74°00′33″W / 40.7032°N 74.0091°W
沃特街55号（55 Water Street）是一栋位于纽约市曼哈顿下称金融区高687英尺（209）的摩天大楼，毗邻东河。其完工于1972年，共有53层。 
自1993年起，该大楼由阿拉巴马州退休系统持有。